# Klotytefunktion
En klotytefunktion, klotytfunktion eller sfäriskt harmonisk funktion är i matematiken vinkeldelen av en uppsättning ortogonala lösningar till Laplaces ekvation representerad i sfäriska koordinater. 
Klotytefunktioner är viktiga i många teoretiska och praktiska tillämpningar, speciellt inom fysiken. Exempel är beräkningar på och modeller för atomorbitaler, jordens magnetfält, geoiden och den kosmiska bakgrundsstrålningen.
En klotytefunktion är produkten av en trigonometrisk funktion och en associerad Legendrefunktion:
{\displaystyle Y_{\ell }^{m}(\theta ,\varphi )=N\,e^{im\varphi }\,P_{\ell }^{m}(\cos {\theta }),}
där {\displaystyle Y_{\ell }^{m}} är klotytefunktionen av grad {\displaystyle \ell } och ordning m, {\displaystyle P_{\ell }^{m}} är en associerad Legendrefunktion, N är en normaliseringskonstant, och θ och φ är de två vinklar som bestämmer position på ett klot, kolatitud respektive longitud. 